# Metagrion connectens
Metagrion connectens – gatunek ważki z rodziny Argiolestidae.
Owad ten jest endemitem nowogwinejskiej Ptasiej Głowy, znanym tylko z okazów typowych odłowionych w październiku 1948 roku w okolicach miasta Sorong.